# Posta (journal)
Posta est un quotidien national turc de type tabloïd fondé en 1995. Le journal visait à être un journal facilement lisible dans le cadre de sa politique de publication. C'est pourquoi il y a peu de chroniqueurs, l'actualité politique n'est pas grand-chose, les photos sont plus que des articles.
Le groupe Doğan Holding, propriétaire du journal, a été racheté en mars 2018 par le groupe Demirören Holding, proche du président turc Recep Tayyip Erdoğan. Certains voient cet achat comme un renforcement du contrôle des médias par le gouvernement turc.